# Strada regionale 18 di Santo Stino
La strada regionale 18 di Santo Stino è una breve strada regionale veneta, della provincia di Venezia, che funge da tangenziale al comune di San Stino di Livenza.
La gestione appartiene a Veneto Strade e la sua denominazione è "Tangenziale Giuseppe Pancino", fu sindaco di Santo Stino.

## Percorso
La strada ha inizio nel centro di San Stino di Livenza, nei pressi dell'omonimo casello dell'autostrada A4, per poi continuare parallela a quest'ultima.
Incrocia nel primo chilometro via Fosson e corre parallela alla piscina comunale ed all'aerocampo, per poi terminare un chilometro dopo sulla strada statale 14 della Venezia Giulia.